# مفستوفيليس

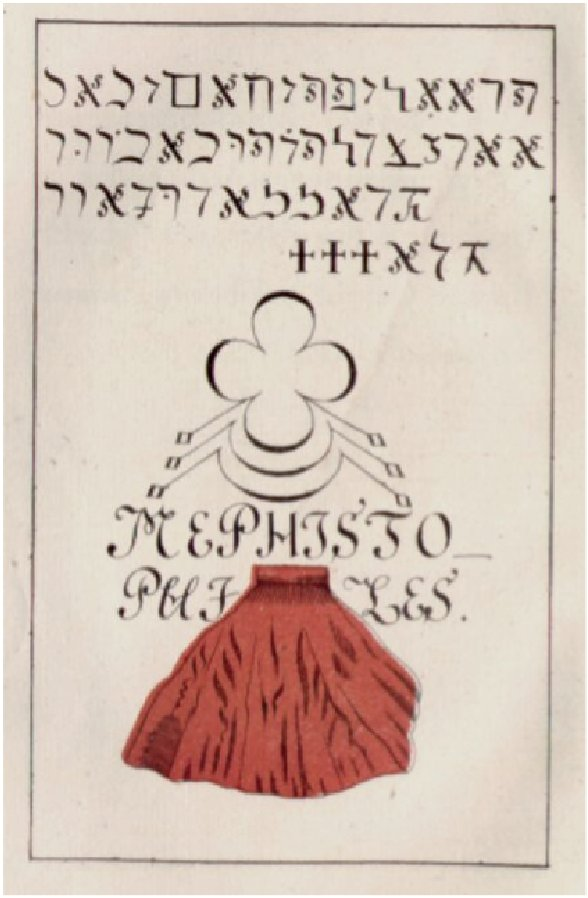
مفستو-فيليس في 1527 Praxis Magia Faustiana المنسوبة إلى فاوست.

مفستوفيليس (باللاتينية: Mephistopheles Mephistophilus, Mephistophilis, Mephostopheles, Mephisto) اسمٌ يُعطى غالباً للشخصية التي تُمثل الشيطان، كما أنه اسم الشيطان في الأسطورة الفاوستية. وعلى العكس من الشيطان الذي يُمثل عادةً في المخيلة الغربية في هيئة شبه حيوانية بحوافر وقرون، فإن مفستوفيليس أكثر إنسانية حيث أنه يظهر في هيئة رجلٍ طويلٍ مسربلٍ بالسواد عادة، ويحمل في الصور كتاباً أحمر يوقع فيه الأشخاص الذين يبيعون أرواحهم له، ويبدو أنه أوثق علاقة بهيئة الجحيم من الشكل الشبيه بالعنزة. غالباً ما يظهر مفستوفيليس في هيئة راهب فرانشسكاني، وبهذه الهيئة يظهر في نصي مارلو 1616 وغوته 1725

## في أسطورة فاوست
يرافق اسم مفستوفيليس الأسطورة الشعبية عن العلامة الألماني الذي يبيع روحه للشيطان، أو يُراهنه عليها، والمبنية على حياة يوهان جيورج فاوست، مُنذ نشر المنشور الشعبي تاريخ دكتور جون فاوستين. واستخدمه معظم من كتبوا عن الأسطورة الفاوستية ابتداء من كريستوفر مارلو في تاريخ دكتور فاوستوس المأساوي وحتى يوهان وولفغانغ غوته في فاوست غوته. وكان الظهور الأول لاسمه في Praxis Magia Faustiana عام 1527 مترافقاً مع حروفٍ شبه عبرية وشبه إغريقية، بما يُلائم حروف السحر الذي كان يستخدم في عصر النهضة، غير أن هجاء اسمه يختلف من نصٍ إلى آخر.
يرى برتون عنصراً إغريقياً في اسم مفستوفيليس، قد يعني: «من لا يُحب الضوء» وهو سخرية من اسم لوسيفر، وقد يكون هجاء الاسم في فاوست غوتة منطوياً على معنى: «الكاذب الموجع». بينما يرى هاملين أن الاسم مشتق من العبرية ومعناه: «مُدمر الرب».
مفستوفيليس اسم للشيطان نفسه أيضاً، وفي المعالجات اللاحقة لأسطورة فاوست، فإنه يظهر بشكلٍ متكرر كالشخصية المحورية أو شخصية العنوان، كما في رواية كلاوس مان مفستو، ومقطوعة فرانتز ليست فالس مفستو.

## خارج الأسطورة الفاوستية
بدأ الاسم يحظى بوجود خاص خارج الأسطورة الفاوستية منذ القرن السابع عشر. وقبل ذلك، ذكره شكسبير في مسرحيته زوجات ويندسور البهيجات. وحالياً فقد تحول الاسم إلى رمز للشيطان في العالم الحديث يظهر بأشكالٍ متنوعة سواء في الرواية أم في أشكال التعبير الإبداعي الأخرى.